# Jula Kunda
Jula Kunda är en ort i Gambia. Den ligger i regionen Lower River, i den västra delen av landet, 50 km öster om huvudstaden Banjul. Antalet invånare var 244 vid folkräkningen 2013.